# Varicorhinus werneri
Varicorhinus werneri är en fiskart som beskrevs av Holly 1929. Varicorhinus werneri ingår i släktet Varicorhinus och familjen karpfiskar. IUCN kategoriserar arten globalt som livskraftig. Inga underarter finns listade i Catalogue of Life.